# Výkřik
Výkřik (někdy také Křik, norsky Skrik) je expresionistický obraz, nejvýznamnější dílo norského malíře Edvarda Muncha. Zachycuje výkřikem znetvořenou postavu s lysou lebkou na pozadí stylizované krajiny a krvavého nebe. Tématem „krvavého nebe“ se obraz řadí do trojvariace Beznaděj – Výkřik – Úzkost. 
Obraz existuje ve čtyřech verzích, které vznikaly od roku 1893 do roku 1910. Existuje také další litografická verze. Jednotlivé verze vlastní norská Národní galerie, Munchovo muzeum v Oslu a soukromý sběratel.
Obraz se stal několikrát terčem profesionálních zlodějů umění. Jedna z verzí byla ukradena z Národní galerie v roce 1996 a po několika měsících nalezena. Jiná verze byla ukradena spolu s Madonou v roce 2004, nalezena v roce 2006 a po drobných opravách zpřístupněna v roce 2008.
Verze obrazu ze soukromé sbírky (do té doby ze sbírek Pettera Olsona) byla v květnu 2012 prodána za přibližně 120 milionů dolarů na aukci v newyorském aukčním domě Sotheby's. V té době se jednalo o nominálně nejvyšší cenu, za jakou byl kdy v aukci jakýkoliv obraz prodán, při započtení inflace by však Výkřik byl až na čtvrtém místě tehdejšího žebříčku.

## Vznik a inspirace

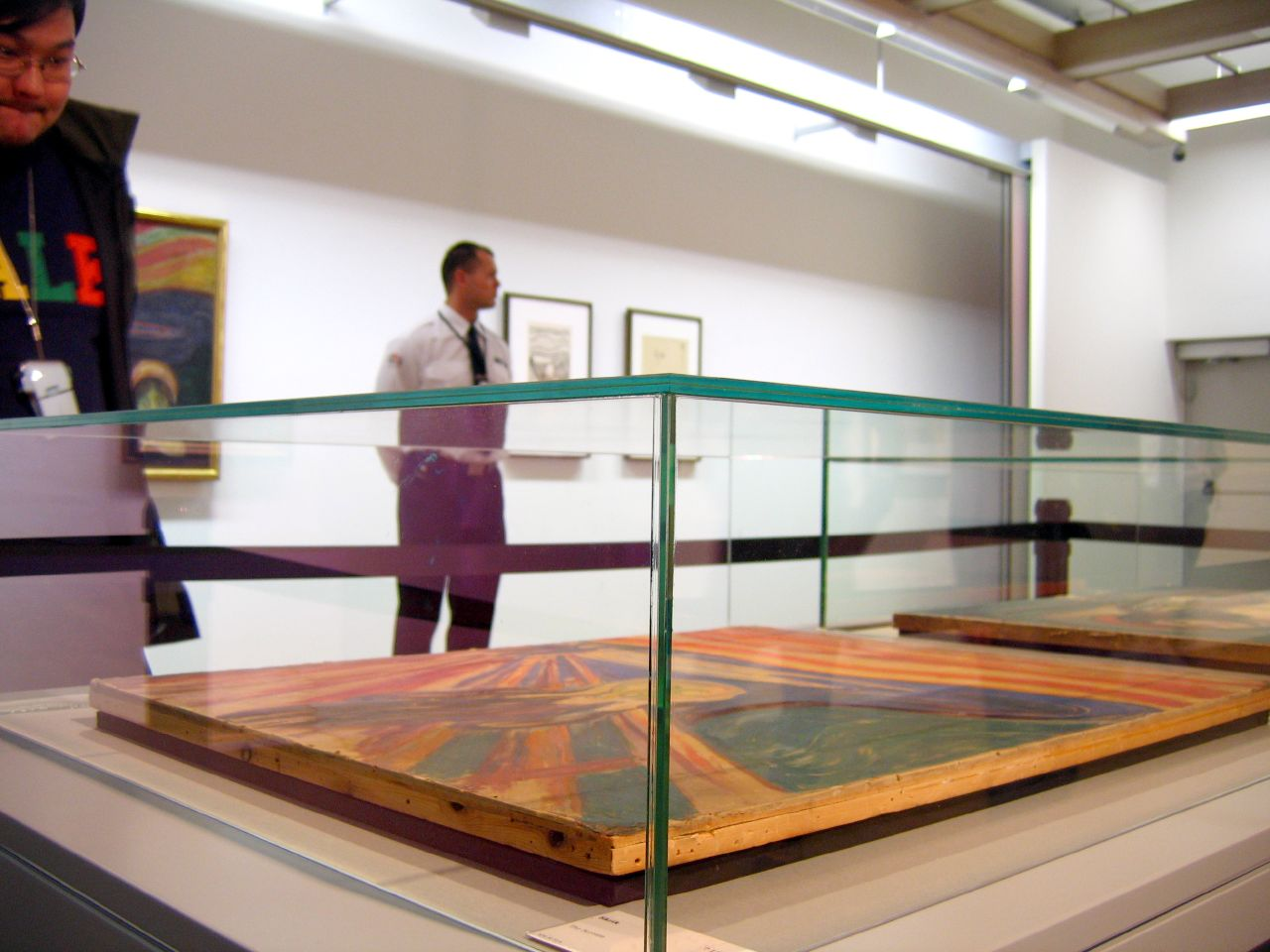
Varianta v Munchově muzeu

Velmi zásadní inspirací pro vytvoření obrazu se Munchovi stala příhoda, respektive specifický přírodní úkaz, o kterém si zapsal do deníku na konci ledna roku 1892 toto:
| „ | Šel jsem po cestě se dvěma přáteli – slunce zapadalo za horu nad městem a fjordem – pocítil jsem nápor smutku – nebe se náhle změnilo v krvavou červeň. Zastavil jsem se, opřel o zábradlí, smrtelně unaven – přátelé se po mně ohlédli a pokračovali dál – díval jsem se na plápolajícími mraky nad fjordem, byly jak krev a meč, a město – modročerný fjord a město – mí přátelé šli dál a já tam stál a třásl se strachy – cítil jsem jakoby velký, nekonečný výkřik šel tou nekonečnou přírodou. | “ |

Z poznámky je patrný důležitý motiv krvavého nebe, což byl meteorologický jev běžně viditelný v severské přírodě a ve svých dílech ho zachytili již romantičtí krajináři, nicméně se mimoto objevila hypotéza, že Munch mohl sledovat jev spojený s erupcí sopky Krakatoa, který byl viditelný na přelomu let 1883 a 1884. První obraz zachycující bytostný strach v nádheře přírodní scenérie namaloval Munch už v Nice a nazval jej Beznaděj (1892, Thielska Galleriet) a krajinou je již téměř identický s Výkřikem, až na postavu z profilu opírající se o zábradlí a sledující hloubku fjordu pod sebou.
Po roce se z Nice navracel přes Paříž, kde se ještě více prohluboval pocit osamocení, jak patrno na Večeru na ulici Karla Johana zpět do Norska. Zde v Asgardstadtu vzniká obraz Bouře, kde je patrný volnější rukopis, vliv Böcklina, ale především na společnicích ženy v popředí je patrné gesto rukou, které se objevilo také na Výkřiku.
A konečně stejného roku jako Bouři vytvořil Výkřik. Krajina má zřejmě svůj předobraz v pohledu na Oslo z kopce Ekeberg.
V roce 1978 přišel kunsthistorik Robert Rosenblum s myšlenkou, že podoba dominantní figury mohla být inspirována peruánskou mumií vystavovanou v pařížském Trocadéru, tuto mumii také použil několikrát (například na obraze Odkud přicházíme? Co jsme? Kam jdeme?) Munchův přítel Paul Gauguin.

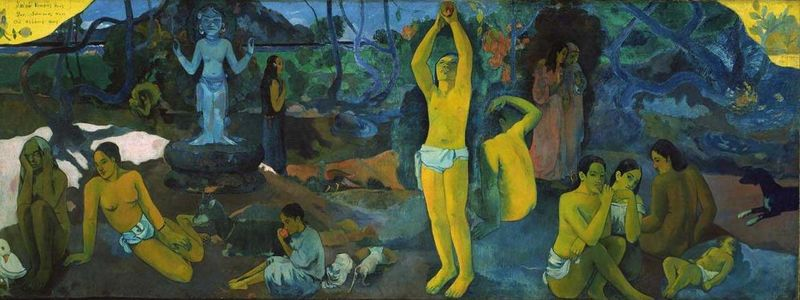
Odkud přicházíme? Co jsme? Kam jdeme? – stařena zcela vlevo

## Popis

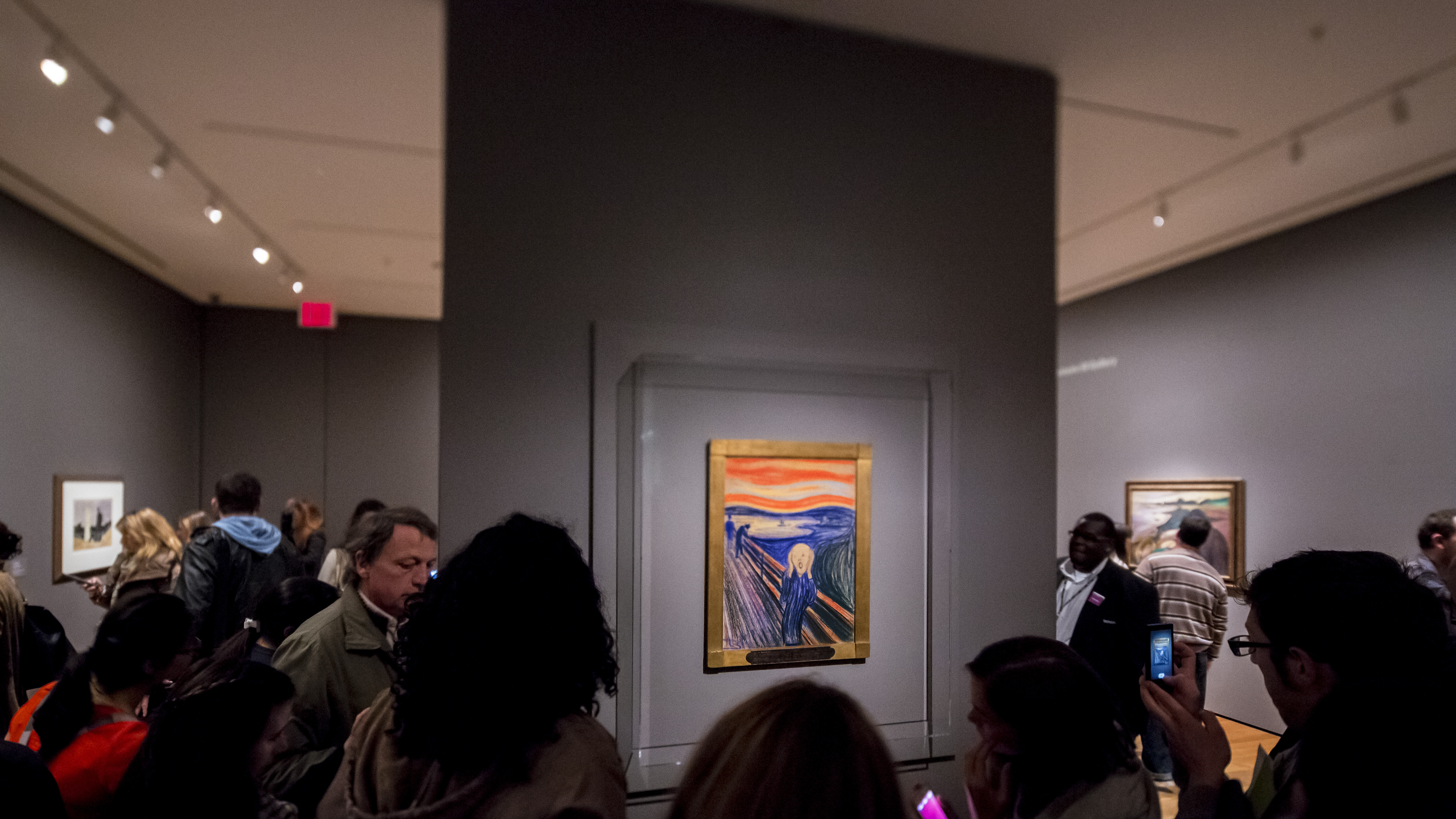
Varianta obrazu z roku 1895 na exhibici v New Yorku

Na obrazu jako první upoutá postava, která svým umístění vyvolává dojem, že je obraz komponován středově, to ovšem není pravda, i když si s myšlenkou takové kompozice autor zahrával, jak napovídá druhá strana obrazu s prvním pokusem. Posunutím poněkud dolů se lebka postavy dostala na průsečík dvou podstatných kompozičních prvků, na pohybové křivce, která prochází celou přírodou z krvavého nebe přes vlny až k figuře, a na ostré diagonále zábradlí. Na cestě za postavou se nacházejí dvě postavy. Rozpoložení těchto tří postav svádí nezasvěcené pozorovatele chápat obraz jako výjev vystrašené utíkající ženy před dvěma pronásledovateli.
Dost možná nejproblémovější částí obrazu je krvavé nebe, protože u něho musel Munch řešit jestli mají být mraky „jako krev“ nebo „krev“. Na obloze se také nachází jakési oko uragánu (které je ještě patrnější na litografické verzi obrazu), které Munch chápal jako symbol „otevřené rány“ (kterou v sobě nesl už od nizzejských dob hluboké deprese). Ale svým tématem lze chápat oko jako mutaci tradičního symbolu okna, které tvořilo tak důležitou roli ve Večeru na ulici Karla Johana a v Bouři. Tato mutace je důležitá z hlediska ikonografie moderního umění.
Munch považoval obraz za své výrazové maximum, protože malíř v této době vyjadřoval napětí mnohem lyričtěji – tak i jeho další obraz Hvězdná noc. S tím možná souvisí i text „mohlo být namalováno jen šílencem“ v horní části Výkřiku, u kterého není jisté, kdo ho napsal.

## Dopad na kulturu

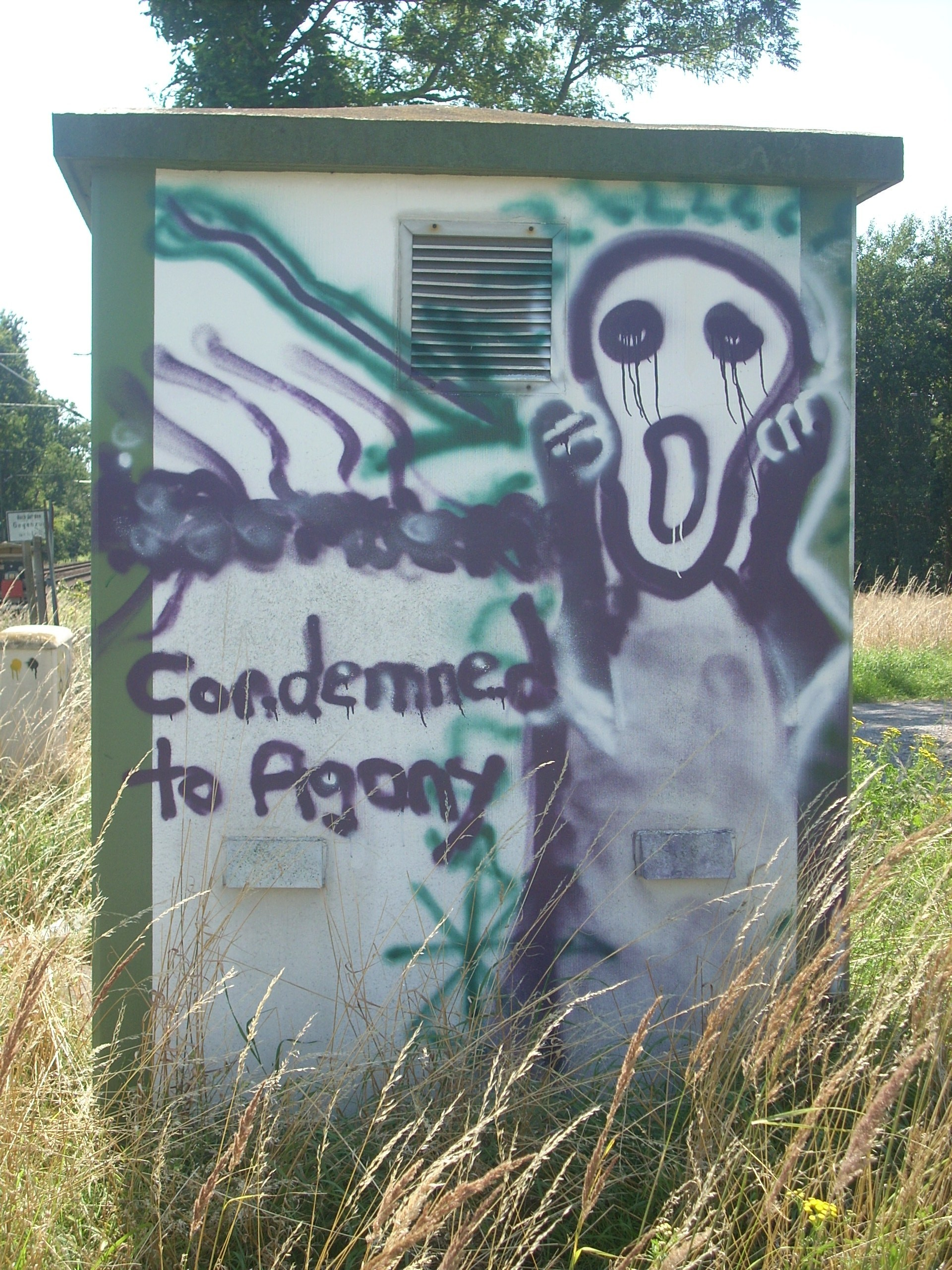
Grafitti v Německu připomínající Výkřik

Výkřik se svým dopadem na popkulturu rovná Moně Lise malíře Leonarda da Vinciho, Whistlerově matce Jamese McNeila Whistlera, nebo Americké gotice Granta Wooda.
Už Munchův přítel Stanisław Przybyszewski napsal roku 1917 pod vlivem obrazu román (do češtiny přeložen jako Křik). V druhé polovině 20. století dosáhl Výkřik pro popkulturu až kultovního významu. Byl užit na přebalech několika verzí knihy Prvotní výkřik Arthura Janova. V letech 1983–1984 vytvořil popartový umělec Andy Warhol sérii sítotiskových verzí Munchových obrazů včetně Výkřiku, chtěl totiž masovou produkcí sejmout posvátnou auru z díla. Masovou produkci započal už sám Munch vytvořením jednoduše kopírovatelné litografické verze. Výkřik také ironizoval postmodernista Erró ve svých akrylových malbách Druhý výkřik (1967) a Ding Dong (1979).
Jako jeden z mála exemplářů moderního umění se Výkřik těší neutuchající široké známostí, proto se také objevil v reklamách, v animovaných seriálech jako třeba Simpsonovi a rovněž ve filmu a televizi. Psychotický zabiják v kultovním hororovém filmu Wese Cravena Vřískot nosí halloweenovou masku, jejíž podobností s obrazem rozebíral třeba Tony Magistrale. Reprodukce díla se také objevuje na řadě spotřebních předmětů. Ve své době byl téměř pravidelně základem parodií jednotlivých témat na českém serveru Vesjolyje Kartinki.

## Verze
Existují čtyři verze obrazu, které Munch namaloval mezi lety 1893 až 1910 a také kolem 50 litografií, které byly vytištěny v roce 1895.

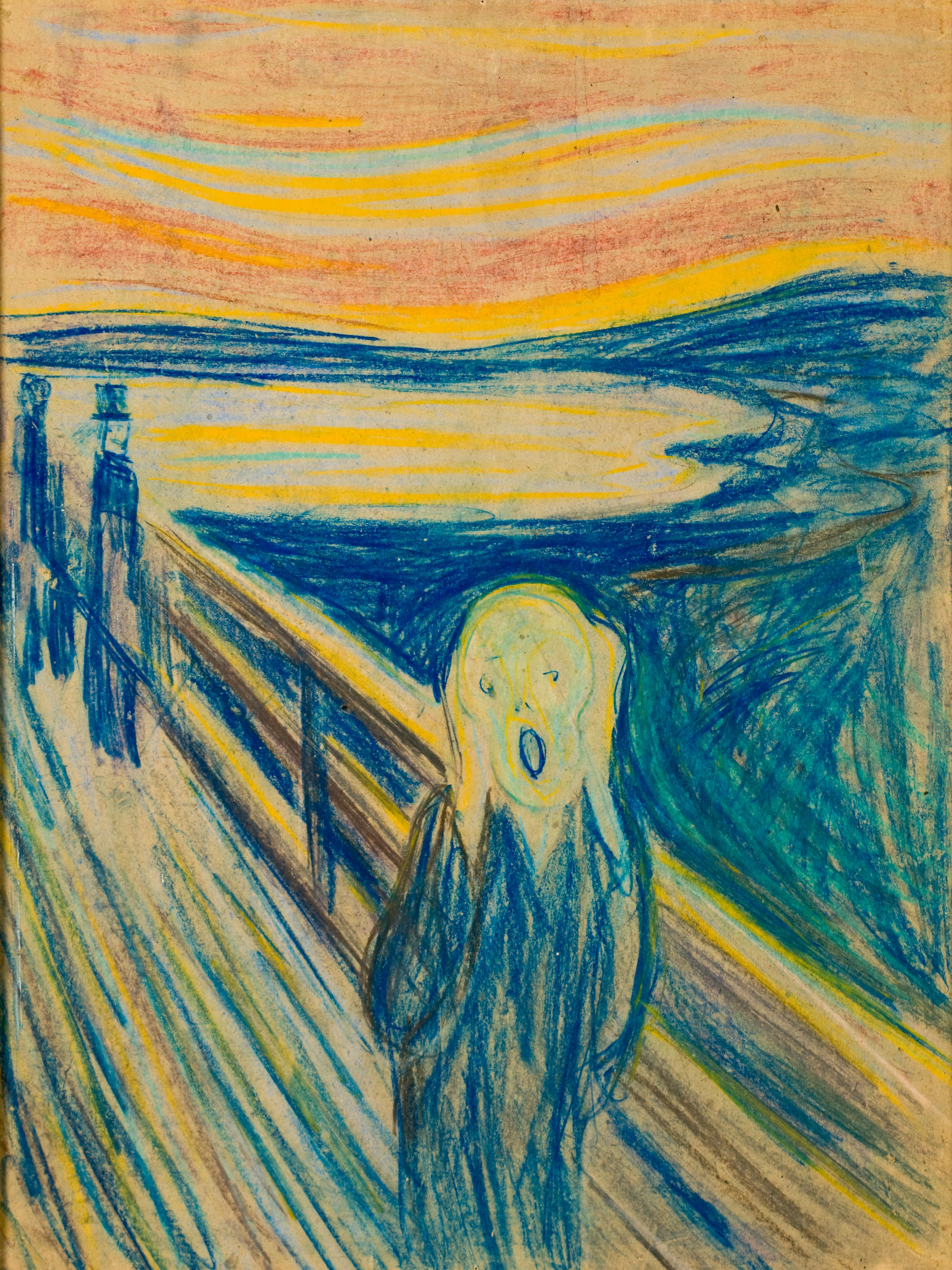
První verze z roku 1893, pastel na lepence. Zde si Munch mapoval základy kompozice.
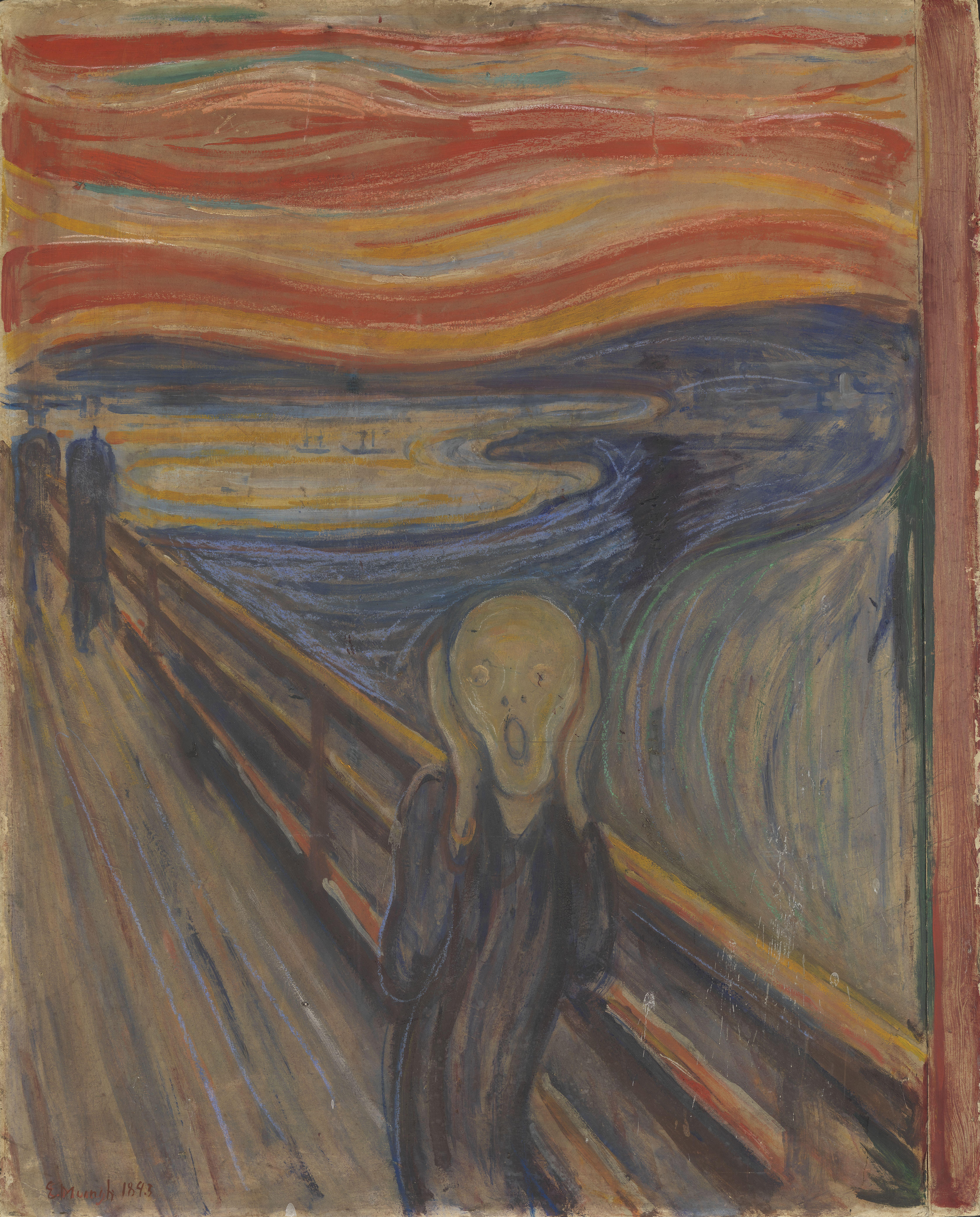
Druhá a patrně nejznámější verze z roku 1893, olejomalba, tempera a pastel na lepence. Nyní v Národním muzeu umění.
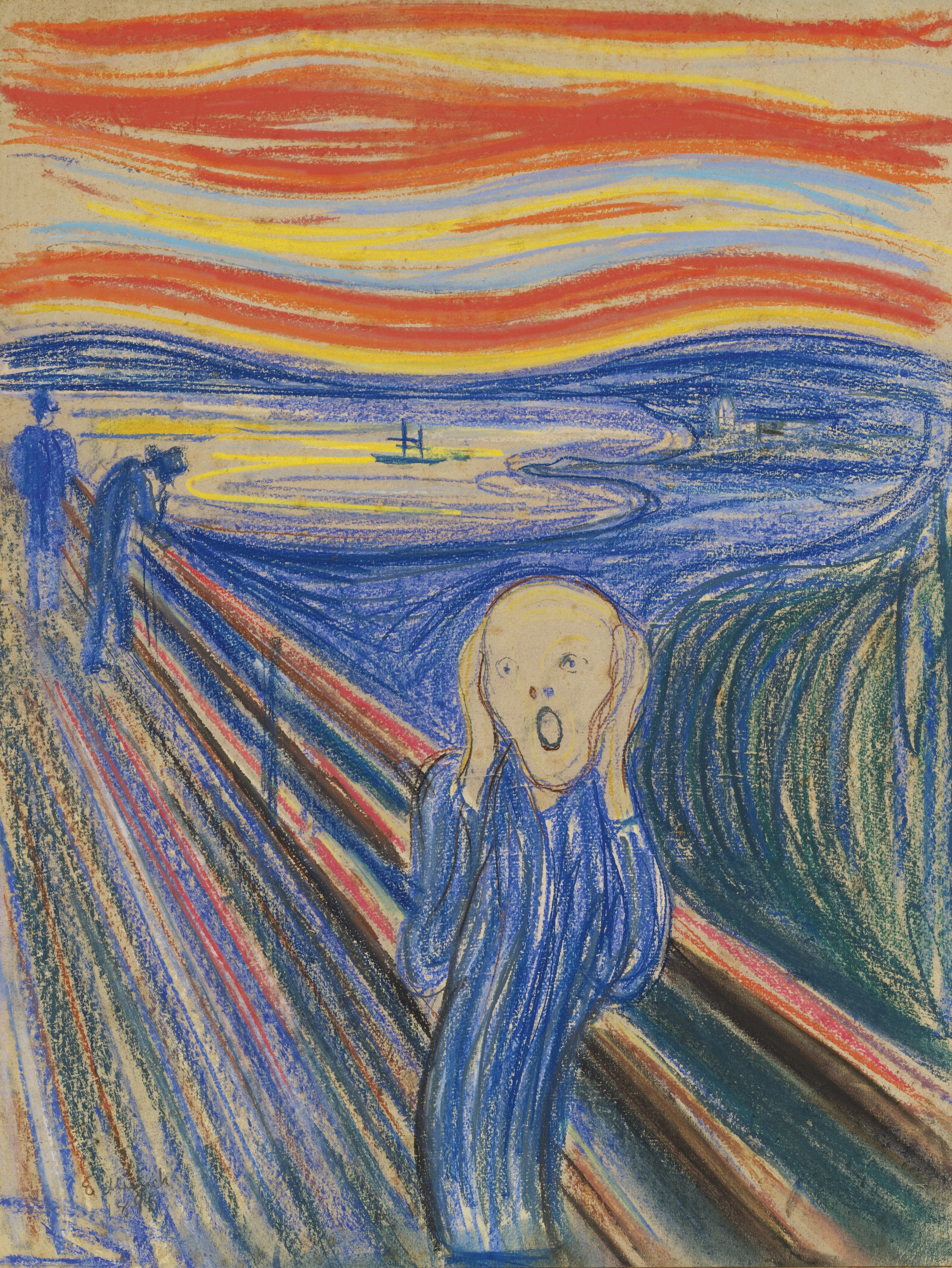
Třetí verze z roku 1895, pastel na lepence. Nyní vlastněná soukromým sběratelem.
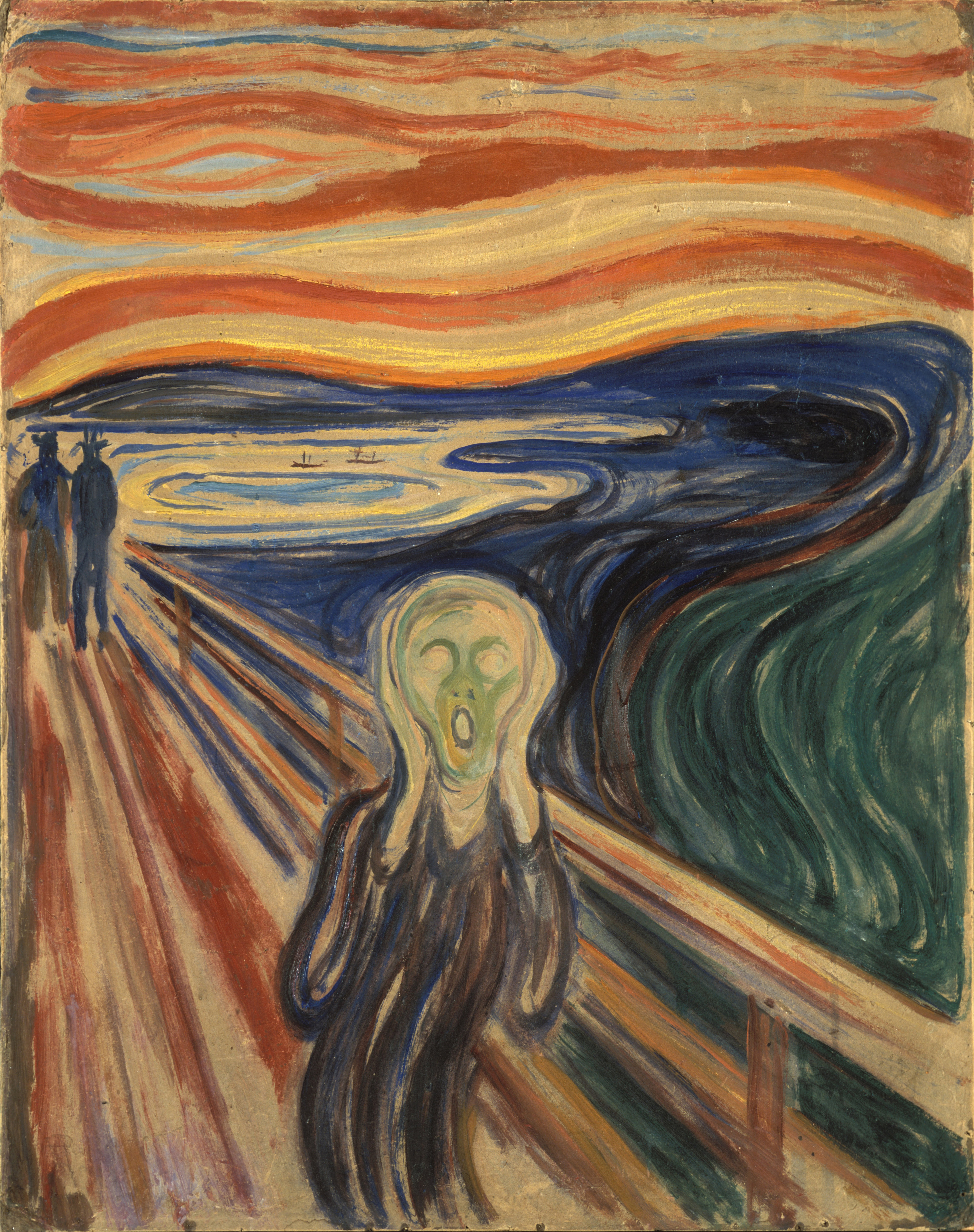
Čtvrtá verze z roku 1910, tempera na lepence. Nyní v Munchově muzeu.
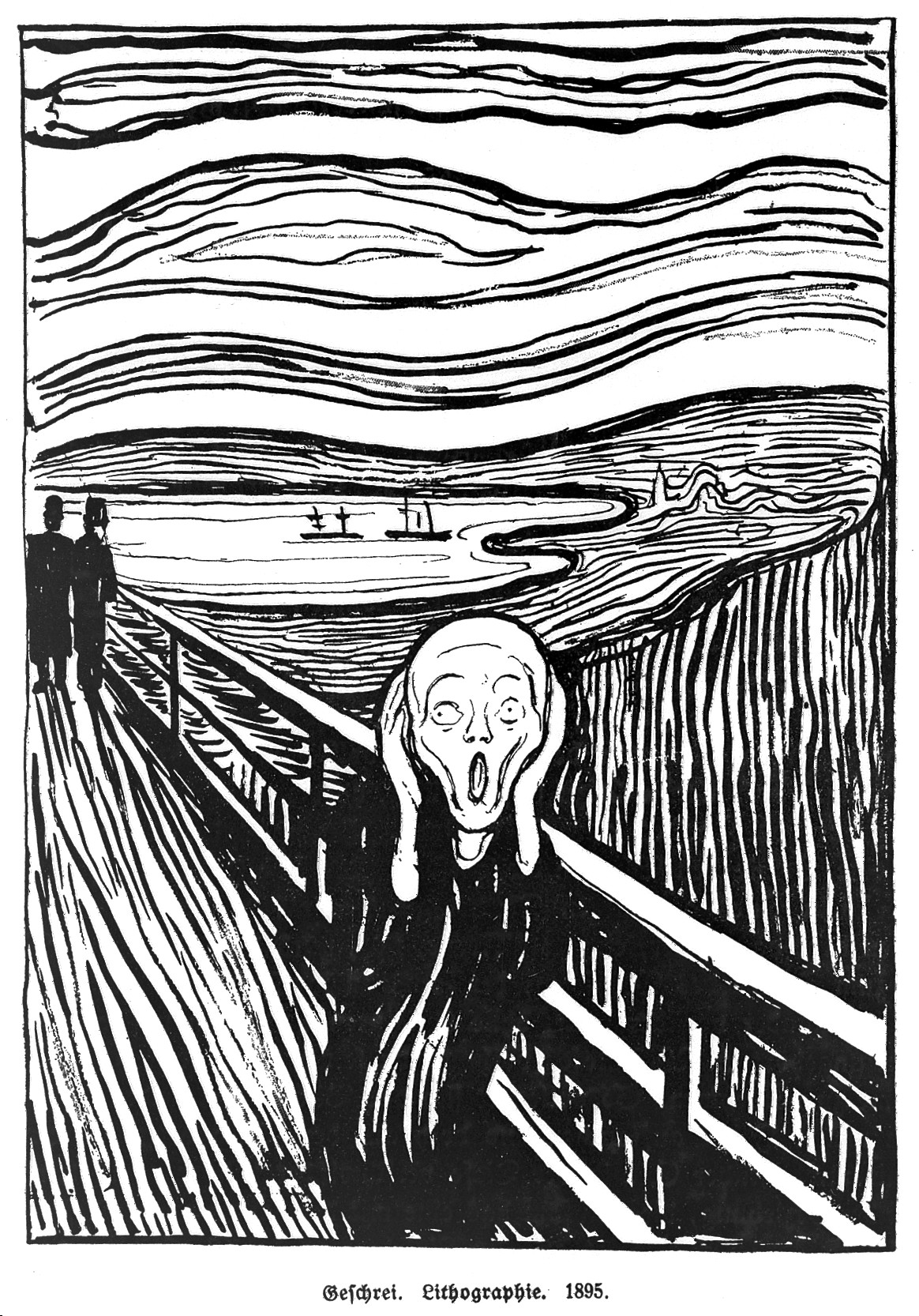
Litografie z roku 1895, vytištěno bylo kolem 50 kopií.